# Jennifer Gutierrez (triatleta)
Jennifer Gutierrez (San Antonio, 28 de abril de 1967) es una deportista estadounidense que compitió en triatlón. Ganó una medalla de bronce en el Campeonato Panamericano de Triatlón de 1997.

## Palmarés internacional
| Campeonato Panamericano | Campeonato Panamericano  | Campeonato Panamericano | Campeonato Panamericano |
| Año                     | Lugar                    | Medalla                 | Prueba                  |
| ----------------------- | ------------------------ | ----------------------- | ----------------------- |
| 1997                    | Puerto Vallarta (México) | Medalla de bronce       | Individual              |